# Anthomyia simensis
Anthomyia simensis är en tvåvingeart som först beskrevs av Jaennicke 1867.  Anthomyia simensis ingår i släktet Anthomyia och familjen blomsterflugor. Inga underarter finns listade i Catalogue of Life.